# 大野智
大野 智（おおの さとし、1980年〈昭和55年〉11月26日 - ）は、日本の歌手、俳優、タレント、ダンサー、芸術家。男性アイドルグループ嵐のメンバーであり、メインヴォーカルおよびリーダー。愛称は、大ちゃん、リーダー、大野くん。
東京都三鷹市出身。STARTO ENTERTAINMENTとエージェント契約。

## 略歴
- 1994年（平成6年）10月16日に、ジャニーズ事務所に入所[9]。
- 1994年（平成6年）11月2日、TOKIOの武道館コンサートにて初仕事[10]。
- 1995年（平成7年）12月6日、Junichi&JJrの一員として「0点チャンピオン」でCDデビュー[11]。
- 1997年（平成9年）8月7日 - 12月10日・1998年4月18日 - 11月29日、舞台『ジャニーズ・ファンタジー KYO TO KYO』へ出演[12]。この間は、京都に滞在していた。
- 1999年（平成11年）3月8日、Musical Academyの結成が発表されメンバーの一員となる[13]。同年9月に脱退。
- 1999年（平成11年）11月3日、嵐としてデビューを果たす[1]。
- 2000年（平成12年）12月24日、日本テレビ系ドラマ「史上最悪のデート」の4th DATE『悪魔のクリスマス★キス』でドラマ主演[14]。
- 2001年（平成13年）7月 - 8月、『PLAYZONE'01 EMOTION～新世紀～』に出演[15]。
- 2002年（平成14年）
  - 2月4日 - 24日、舞台『青木さん家の奥さん』にて主演[16]。
  - 10月1日、ラジオ『ARASHI DISCOVERY』でラジオパーソナリティ開始[12]。
  - 10月、映画『ピカ☆ンチ LIFE IS HARDだけどHAPPY』で貴田春彦役にて映画出演[17]。
- 2003年（平成15年）4月 - 5月、舞台『センゴクプー～戦国・風～』にて主演[18]。
- 2004年（平成16年）
  - 8月、『24時間テレビ』にて、チャリティTシャツのデザインを手がける[19]。
  - 12月『WEST SIDE STORY』でリフ役として出演[20]。
- 2005年（平成17年）10月、舞台『バクマツバンプー～幕末蛮風～』にて主演[21]。
- 2006年（平成18年）
  - 1月-2月、ソロコンサート『Extra Storm in Winter '06 "2006×お年玉/嵐=3104円（サトシ）"』を開催[22]。
  - 12月、舞台『テンセイクンプー～転世薫風～』にて主演[23]。
- 2008年（平成20年）
  - 2月8日、アート写真集『FREESTYLE』を発売[24]。
  - 2月21日 - 29日、表参道ヒルズで個展『FREESTYLE』を開催[25]。
  - 3月-4月、舞台『アマツカゼ～天つ風～』にて主演[26]。
  - 5月、ドームコンサートに合わせ、開催した5か所で個展『FREE STYLE ALL AROUND JAPAN』を開催[27]。
  - 6月10日、ソロオリジナルCMソング「auシンプル980 だいじな会話」がオンエア[28]。同日に着うた（R）も配信開始。
  - 7月4日 - 9月12日、TBS系ドラマ『魔王』で連続ドラマ初主演[29]。
- 2009年（平成21年）
  - 1月16日 - 3月13日、テレビ朝日系ドラマ『歌のおにいさん』で連続ドラマ単独主演[30]。
  - 3月4日、ソロPV「曇りのち、快晴」が「矢野健太 starring Satoshi Ohno」名義で嵐の25作目のシングル「Believe/曇りのち、快晴」の両A面でリリース[31]。
  - 10月23日 - 11月13日、フジテレビ系ドラマ『0号室の客』の『First Story 「憧れの男」』で弘行役として出演[32]。
- 2010年（平成22年）
  - 4月17日 - 6月12日、日本テレビ系連続ドラマ『怪物くん』にて主演を務める[33]。
  - 7月7日、ソロカバーシングル「ユカイツーカイ怪物くん」を「怪物くん」名義でリリース[34]。年末の紅白歌合戦で披露した[35]。
- 2011年（平成23年）
  - 11月26日、『映画 怪物くん』にて、映画単独主演[36]。コラボ企画として11月1日 - 2012年2月20日、顔がプリントされた日本航空の国内線ボーイング777-200「怪物くんJET」が就航[37]。
- 2012年（平成24年）
  - 1月3日、フジテレビ系新春スペシャルドラマ『もう誘拐なんてしない』に主演[38]。
  - 4月16日 - 6月25日、フジテレビ系ドラマ『鍵のかかった部屋』で月9主演[39]。
  - 8月25・26日に放送された24時間テレビにて、奈良美智と共にチャリTシャツのデザインを担当[40]。
  - 11月16日 - 2013年1月13日、嵐のコンサート『ARASHI LIVE TOUR Popcorn』でメインで振付を手がける[41]。
- 2013年（平成25年）
  - 8月24日に放送された24時間テレビのスペシャルドラマ『今日の日はさようなら』で主演を務める[42]。草間彌生と共にチャリティTシャツのデザインを担当[43]。
- 2014年（平成26年）
  - 4月18日 - 6月20日、テレビ朝日系連続テレビドラマ『死神くん』に主演[44]。
- 2015年（平成27年）
  - 6月26日、デザインした東京五輪応援機「JAL FLY to 2020 特別塗装機」が就航[45]。
  - 7月9日 - 29日、上海にて海外個展『FREESTYLE in Shanghai 2015 楽在其中』を開催[46]。
  - 7月24日、アート写真集『FREESTYLE II』を発売[47]。その発売を記念し、個展『FREESTYLE II』が東京と大阪で開催された。
- 2016年（平成28年）
  - 4月13日 - 6月15日、日本テレビ系連続ドラマ『世界一難しい恋』にて主演[48]。
- 2017年（平成29年）
  - 3月31日、ラジオ『ARASHI DISCOVERY』終了[49]。
  - 7月1日、主演映画『忍びの国』が公開[50]。
- 2019年（平成31年）
  - 1月27日、嵐の公式ファンサイトにて、2020年末をもって嵐の活動休止と同時に、自身も2021年から芸能活動を休止することを発表した[51]。
  - 8月24・25日に放送された24時間テレビのチャリTシャツデザインを担当[52]。
- 2020年（令和2年）
  - 9月9日 - 11月8日、六本木ヒルズ展望台 東京シティビューにて「FREESTYLE 2020 大野智 作品展」を開催[53]。また12月21日 - 翌年2月28日には大阪でも開催された[54]。
  - 12月11日、「智とめぐる『FREESTYLE 2020 SATOSHI OHNO EXHIBITION』＠東京シティビュー」を配信[55]。
- 2021年（令和3年）
  - 1月1日、この日より芸能活動休止。
- 2025年（令和7年）
  - 5月6日、嵐が翌2026年5月末にグループとしての活動を終了することを発表した際の有料ファンクラブサイトの動画で、2020年12月31日の嵐の配信ライブ以来約4年半、1587日ぶりにファンの前に顔を見せた（芸能活動再開）[56]。

## 人物
アイドルグループ嵐の最年長メンバーで、リーダー、メインボーカルを務める。
嵐結成前にCDデビューを果たし（#CDを参照）、CM曲の担当や、ソロシングルをリリースしている（#音楽を参照）。嵐のコンサートでは、曲の振り付けも手がける（#振り付けを手がけた曲を参照）。
ジャニーズ事務所入りを勧めたのは母親。大野は当時は芸能界にさほど興味はなかったものの、ジャニーズの仕事をするうちにダンスの楽しさに目覚めた。
同期には、ジャニーズ事務所を退所後に俳優として活躍している町田慎吾がいる。Jr.時代、大野と町田は同じダンスユニット・Musical Academyの初代メンバーだった。
中学生時代はバドミントン部に所属。練習のサボりすぎにより二度退部させられているが、試合時に「大野がいないと勝てない」という理由から復帰している。
温厚な性格で、自身ではあまり怒らない理由として「イラッとしてもその時間がもったいないから引きずらない」と言っている。また、涙もろいため、コンサートの挨拶などで感激の涙を流すことがある。口数はあまり多い方ではないが、発言がユニークで、番組スタッフにも「もの凄い瞬発力があって、その場が一気に全部解決するようなひと言っていうのを言う」「追い詰められたときにでる一言がとんでもなく面白い」などと評されている。コンサートや歌番組のパフォーマンスでは、細かくリズムをきざむキレのあるダンスと情感豊かに響く歌声を披露し、バラエティなどで見せる飾らない姿とのギャップに驚いたという声もよく聞かれる。
釣りを趣味にしており、「カジキマグロを釣る」ことを目標にしていることを語っている。『嵐にしやがれ』の番組企画内で、2018年に二級小型船舶免許、2019年に一級小型船舶免許を取得。また、同番組の企画「ヒロシとサトシのソロキャンプ」の影響でキャンプにはまり、その際共演したヒロシとは意気投合してプライベートでも一緒にキャンプに行く仲になった。
長年普通自動車免許を取得していなかったが、活動休止中である2020年から2025年までの間に免許を取得した。
デビュー当時、嵐にはリーダーが特に決められていなかったが、少年隊の冠番組『少年隊夢』内で東山紀之からの提案によりリーダーを決めることに。大野以外のメンバー全員が大野を指名したものの、本人は櫻井翔を推薦したため、ジャンケンになった。勝ちはしたが、勝者がリーダーだと言われ、結局大野がリーダーに就いた。東山は「勝っても負けても大野をリーダーにする予定だった」と言っている。また、歌唱力には定評があり1/fゆらぎの歌声を持つと言われる。
Bat boyは東京音響解析所によると「ビブラートの方法は宇多田ヒカルさんと似ていて、歌のヘタな人には使いこなせないハイレベルの技術。これだけでも宇多田ヒカルさんと同等の歌唱力を持つと証明される。腹式発声、倍音、高周波もすべてしっかり出ています」 と解析結果が掲載される。

### ダンス・振り付け
早くから卓越したダンス技術を誇り、櫻井翔・屋良朝幸を始め多くのジャニーズ事務所タレントが、Jr.時代に「大野の後ろで大野を見て踊れ」と評価されるほどである。また、外国人ダンサーからスカウトされる程のダンススキルを持つ。
少年隊のジャズダンスに憧れ、Jr.時代の1997年から約2年間、実家を離れ京都にて『ジャニーズ・ファンタジー KYO TO KYO』に出演。1日5回公演というハードスケジュールの中、踊りの技術を磨いた。東山紀之からは、忍耐強さ・歌と踊り・芸術性の才能を称賛されている。
嵐の結成当初は、メンバーそれぞれが得意とする分野のリーダーを受け持っており、大野は「ダンスリーダー」を担当。
大野のキレのあるダンスとそのセンスは振りつけでも発揮されている。2004年には、自身のソロ曲『TOP SECRET』を振り付けし、これを皮切りに自らのソロ曲のみならず嵐5人で歌唱する曲の振り付けも度々担当するようになる。「ARASHI LIVE TOUR Popcorn」でメイン振付師として活躍し、このツアーより全体演出としての振り付けを担当。『THE DIGITALIAN』収録のリード曲『Zero-G』と『This is 嵐』収録のリード曲『Do you...?』では初のMV振付を担当。さらにシングルでは『Bittersweet』（2014）と『つなぐ』（2017）を振り付け。
大野が振り付けを考えるときには、最初にイメージすることから始める。例えば嵐5人の振り付けなら、手のひらをステージに見立てそこで小さなメンバーを踊らせるイメージで想像を膨らませていくことから始める。そのため作業用にスタジオを借りても、スタジオ内で大半の時間は動かないで座って想像をしていることもあるという。

### アート
友人の影響で小学校3年生のころからドラゴンボールの模写絵を描き始め、イラストレーターを目指していた時期もあった。芸能活動と並行して創作活動を続け、公式携帯サイトではイラストを公開。また、小学生の時に書道を習い、2年間で四段をとるまでになった。その腕前はテレビ番組や雑誌の企画などで披露しており、自身のアート作品にも取り入れている。
好きな画家は20世紀の米画家・ノーマン・ロックウェルや江戸時代の京都の絵師・伊藤若冲。
- 2004年（平成16年）8月、日本テレビ系列24時間テレビ27にてチャリTシャツのデザインを担当[19]。
- 2008年（平成20年）2月8日、デビュー前から10年にわたり制作してきたアート作品を収めた写真集『FREESTYLE』を発表[24]。
- 個展『FREESTYLE』を、東京・表参道ヒルズ内の「スペースO（オー）」にて2008年2月21日から29日まで9日間、総合セルフプロデュースで開催[24]。個展では、写真集に掲載されたフィギュア約100点と絵画約20点、写真集の表紙にもなった自身の顔の実寸大でかたどった金色のオブジェや廃材を利用したロボット、自前の一眼レフカメラで撮影した作品スチールやメーキングの様子などに加えて、個展用に創作した巨大なグラフィティなど約200点を展示[25]。2008年5月には、『FREE STYLE ALL AROUND JAPAN』と名を変え、全国5か所（大阪、名古屋、東京、福岡、札幌）で個展を開催[27]。
- 2011年（平成23年）4月、伊藤若冲の魅力に迫る番組NHK-BSプレミアム『若冲ミラクルワールド』でナビゲーターを務める[87]。5月、「嵐にしやがれ」（日本テレビ）の番組内でイラストレーターの中村佑介と「嵐メンバー」が描かれた似顔絵を合作。大野はメンバー、中村は大野と背景と彩色を担当し完成させた。後に、セットの壁に飾られた。
- 2012年（平成24年）、日本テレビ系列24時間テレビ35にてチャリTシャツのデザインを現代美術家の奈良美智と共に制作。表面には奈良の代名詞である子供の絵の瞳に大野が「未来」の文字を書き、裏面には大野が毛筆で「未来」の文字を書いている[40]。なお、子供の頭に生えている双葉はふたりのアイデアである。76万4,198枚の売上を記録した[88]。
- 2013年（平成25年）、24時間テレビ36にてチャリTシャツのデザインを前衛芸術家の草間彌生と共に制作[43]。草間のシンボルであるドットに大野が繊細なタッチで絵を描き加えている。
- 2015年（平成27年）7月に作品集「FREESTYLEⅡ」を発売。約17.6万部を売り上げ、オリコン2015年年間"本"ランキングの写真集部門にて年間1位となった[47]。9月には「大野智と子どもたちの未来絵画展 in Miyagi」を開催した。
- 2019年（令和元年）8月、日本テレビ系列24時間テレビ42にてチャリTシャツのデザインを担当[52]。
- 2020年（令和2年）6月、嵐シングル『カイト』のジャケットの絵画を担当[89]。
- 2020年（令和2年）9月9日から11月8日まで日間、個展『FREESTYLE 2020 大野智 作品展』を、東京・表参道ヒルズの六本木ヒルズ・東京シティビューで総合セルフプロデュースで開催。10月に作品集『FREESTYLE 2020 SATOSHI OHNO EXHIBITION』を発売。[90]

### 活動休止
2017年（平成29年）6月、嵐の他のメンバー4人に「2020年をもって自分の嵐としての活動は終えたい」「嵐20周年、そして2020年という区切りで一度嵐をたたみ、5人それぞれの道を歩んでもいいのではないか」「一度何事にも縛られず、自由な生活がしてみたい」という自身の意向を表明。メンバー全員、個別そして会社を交えながら幾度と話し合いを重ねた結果、2019年1月27日にグループの総意として「2020年末をもって嵐のグループとしての活動を休止する」という結論に至った。先述通り、自身もそれと同時に2021年から芸能活動を休止することを発表した。

## 音楽

### ソロ曲

#### CD収録曲
- Rain -『One』収録
- Song for me -『Time〈初回限定盤〉』収録
- Take me faraway -『Dream "A" live〈初回限定盤〉』 収録
- 曇りのち、快晴 -『Believe/曇りのち、快晴』収録
「矢野健太 starring Satoshi Ohno」名義
- ユカイツーカイ怪物くん -『ユカイツーカイ怪物くん』収録
「怪物くん（怪物太郎）」名義
- 静かな夜に - 『僕の見ている風景』収録
- Hung up on - 『Beautiful World』収録
- two -『Popcorn』収録
- Hit the floor -『LOVE』収録
- Imaging Crazy -『THE DIGITALIAN』収録
- 暁 -『Japonism』収録
- Bad boy -『Are You Happy?』収録

#### 配信曲
- シンプル980のうた 「だいじな会話」（2008年6月10日、着うた配信）

#### 未音源化曲
- so-so-so - ライブDVD『How's it going? SUMMER CONCERT 2003』収録
- TOP SECRET - ライブDVD『2004 嵐!いざッ、Now Tour!!』収録
- DEEP SORROW 〜君のいない世界〜 - JASRAC作品コード：093-0180-1[93][94]
- SIZE - JASRAC作品コード：130-6660-9[93]
- ダイス - JASRAC作品コード：130-6658-7[93]

##### カバー曲
- 林田健司「Cool」[注 2] - VHS『スッピンアラシ』収録
- 吉幾三「雪國」[注 3] - VHS『スッピンアラシ』収録
- 少年隊「bite the LOVE」- ライブDVD『ALL or NOTHING』収録

### ユニット曲

#### CD収録曲
- バズりNIGHT（相葉雅紀・大野智・櫻井翔）-『「untitled」〈通常盤〉』収録
- 夜の影（松本潤・二宮和也・大野智）-『「untitled」〈通常盤〉』収録

#### 未音源化曲
- 俺たちのソング（作詞：大野智・櫻井翔、作曲：北川吟） - 大野智・櫻井翔
  - JASRAC作品コード：130-6653-6
  - 2006年開催櫻井翔ソロコンサート「"THE SHOW"」初披露曲。2006年開催大野智ソロコンサート「Extra Storm in Winter '06 "2006×お年玉/嵐=3104円（サトシ）"」でも披露。
- MIKOSHIBOY（作詞：大宮SK、作曲：小田原） - 大宮SK（大野智・二宮和也）
  - JASRAC作品コード：500-8623-5
  - ライブ・ビデオ『ARASHI アラフェス NATIONAL STADIUM 2012』収録曲
- 希望の証（作詞・作曲：Nobuhiro Tahara）- 大宮SK
  - JASRAC作品コード：258-1252-1
  - 2020年開催「ARASHI アラフェス 2020 at NATIONAL STADIUM」初披露曲

### 参加楽曲

#### Junichi&JJr
- 0点チャンピオン（1995年12月6日）
  - 0点チャンピオン
  - 終わらない SCHOOL DAYS
- こうしちゃいられない（1996年5月2日）
  - こうしちゃいられない
  - SING‼︎

### 作詞を手がけた曲
- 俺たちのソング

### 振り付けを手がけた曲
CDシングル収録曲
- truth/風の向こうへ（2008年8月20日）
  - truth （アラフェス 2012仕様の間奏部分）
- マイガール（2009年11月11日）
  - 時計じかけのアンブレラ
  - スーパーフレッシュ
- ワイルド アット ハート（2012年3月7日）
  - ついておいで
- Bittersweet（2014年2月12日）
  - Bittersweet
- つなぐ（2017年6月28日）
  - つなぐ

CDアルバム収録曲
- One（2005年8月3日）
  - Rain
- ARASHIC（2006年7月5日）
  - Ready To Fly
  - CARNIVAL NIGHT part2
- Time（2007年7月11日）
  - Everybody前進
  - WAVE
  - Song for me ：初回限定盤
- Dream "A" live（2008年4月23日）
  - Take me faraway ：初回限定盤
- 僕の見ている風景（2010年8月4日）
  - 静かな夜に
- Beautiful World（2011年7月6日）
  - Hung up on
  - negai
- Popcorn（2012年10月31日）
  - two
  - Cosmos
  - Up to you
- LOVE（2013年10月23日）
  - サヨナラのあとで
  - Hit the floor
- THE DIGITALIAN（2014年10月22日）
  - Zero-G
  - Imaging Crazy
  - TRAP
- Japonism（2015年10月21日）
  - 心の空（サビ・間奏部分）
  - 暁
  - マスカレード
- Are You Happy?（2016年10月26日）
  - Bad boy
  - TWO TO TANGO
- 「untitled」（2017年10月18日）
  - 夜の影(大野智・二宮和也・松本潤)
- This is 嵐（2020年11月3日）
  - いつか秒針のあう頃
  - Do you...?

映像作品収録曲 
- 2004 嵐!いざッ、Now Tour!!（2005年1月1日）
  - TOP SECRET
- ARASHI AROUND ASIA Thailand-Taiwan-Korea（2007年5月23日）
  - ARASHI FIRST CONCERT 2006 in Taipei【DISC3】：初回限定盤特典DVD
    - TOP SECRET

### ソロコンサート
- Extra Storm in Winter '06 "2006×お年玉/嵐=3104円（サトシ）"（2006年1月29日 - 2月26日） ：6か所7日間13公演
  - Zepp仙台（1月29日 14:00・17:00）
  - Zepp名古屋（2月4日 14:00・17:00）
  - Zepp大阪（2月5日 14:00・17:00）
  - Zepp札幌（2月12日 14:00・17:00）
  - Zepp東京（2月22日 19:30）
  - Zepp東京（2月23日 16:30・19:30）
  - Zepp福岡（2月26日 14:00・17:00）

## タイアップ
| 楽曲                   | タイアップ                                 |
| ---------------------- | ------------------------------------------ |
| だいじな会話           | CM：au by KDDI「シンプル980」              |
| 曇りのち、快晴         | テレビ朝日系ドラマ『歌のおにいさん』主題歌 |
| ユカイツーカイ怪物くん | 日本テレビ系ドラマ『怪物くん』挿入歌       |

## 受賞歴
- ドラマ『魔王』
  - 日刊スポーツ 第12回 日刊スポーツ・ドラマグランプリ 夏ドラマ ： 主演男優賞[95]
  - 日刊スポーツ 第12回2008年度日刊スポーツ・ドラマグランプリ ： 主演男優賞[96]
  - TVnavi ドラマ・オブ・ザ・イヤー2008（7月 - 9月期） ： 主演男優賞
  - TVnavi 第5回 ドラマ・オブ・ザ・イヤー2008年間大賞 ： 最優秀主演男優賞[97]
  - TV LIFE 第18回年間ドラマ大賞2008 ： 主演男優賞[98]
- ドラマ『歌のおにいさん』
  - ザテレビジョン 第60回ドラマアカデミー賞 ： ドラマソング賞 （「曇りのち、快晴」矢野健太 starring Satoshi Ohno 名義）[99]
- ドラマ『怪物くん』
  - 日刊スポーツ 第14回 日刊スポーツ・ドラマグランプリ 春ドラマ ： 主演男優賞[100]
  - TVnavi ドラマ・オブ・ザ・イヤー2010（4月 - 6月期） ： 主演男優賞
  - ザテレビジョン 第65回ドラマアカデミー賞 ： 主演男優賞[101]
  - TV LIFE 第20回年間ドラマ大賞2010 ： 主演男優賞[98]
- GQ メン・オブ・ザ・イヤー 2011[102]
- ドラマ『鍵のかかった部屋』
  - 日刊スポーツ 第16回 日刊スポーツ・ドラマグランプリ 春ドラマ ： 主演男優賞[103]
  - 日刊スポーツ 第16回2012年度日刊スポーツ・ドラマグランプリ ： 主演男優賞[104]
  - ザテレビジョン 第73回ドラマアカデミー賞 ： 主演男優賞[105]
  - TVnavi ドラマ・オブ・ザ・イヤー2012（4月 - 6月期） ： 主演男優賞
  - TVnavi 第9回 ドラマ・オブ・ザ・イヤー2012年間大賞 ： 最優秀主演男優賞
  - TV LIFE 第22回年間ドラマ大賞2012 ： 主演男優賞[98]
- ドラマ『死神くん』
  - 日刊スポーツ 第18回 日刊スポーツ・ドラマグランプリ 春ドラマ ： 主演男優賞[106]
  - 日刊スポーツ 第18回2014年度日刊スポーツ・ドラマグランプリ ： 主演男優賞[107]
  - TVnavi ドラマ・オブ・ザ・イヤー2014（4月 - 6月期） ： 主演男優賞
  - TVnavi 第11回 ドラマ・オブ・ザ・イヤー2014年間大賞 ： 最優秀主演男優賞
  - TV LIFE 第24回年間ドラマ大賞2014 ： 主演男優賞[98]
- ドラマ『世界一難しい恋』
  - 日刊スポーツ 第20回 日刊スポーツ・ドラマグランプリ 春ドラマ ： 主演男優賞[108]
  - ザテレビジョン 第89回ドラマアカデミー賞 ： 主演男優賞[109]
  - TV LIFE 第26回年間ドラマ大賞2016 ： 主演男優賞[98]
  - 2016年度「第20回日刊スポーツ・ドラマグランプリ（GP）」[110] ： 主演男優賞

## 出演
役名を太字で示しているものは主演作品。

### 映画
- ピカ☆ンチ LIFE IS HARDだけどHAPPY（2002年） - 主演・貴田春彦（ハル）
- ピカ★★ンチ LIFE IS HARDだからHAPPY（2004年） - 主演・貴田春彦（ハル）
- 黄色い涙（2007年） - 下川圭
- 映画 怪物くん（2011年、東宝） - 主演・怪物くん
- ピカ☆★☆ンチ LIFE IS HARD たぶんHAPPY（2014年） - 主演・貴田春彦（ハル）
- 忍びの国（2017年、東宝） - 主演・無門[111]

### テレビドラマ
- Vの嵐（1999年10月11日 - 29日、フジテレビ） - 大野智[112]
- 史上最悪のデート 第4話「the 4th DATE 悪魔のクリスマス☆キス」（2000年12月24日、日本テレビ） - 主演・工藤達也
- SPEED STAR（2001年4月14日、日本テレビ） - 桜井浩志
- 少年タイヤ「青木さん家の奥さん」（2002年1月8日 - 1月29日、フジテレビ） - 主演・サトシ[113]
- 演技者。「ミツオ」（2002年11月12日 - 12月10日、フジテレビ） - 主演・三男
- よい子の味方 〜新米保育士物語〜 第8話（2003年3月8日、日本テレビ） - クレームエージェント嵐（友情出演)[114]
- 四分の一の絆（2004年5月19日、TBS） - 鈴木直也[115]
- 劇団演技者。「勝手にノスタルジー」（2004年7月6日 - 8月3日、フジテレビ） - 主演・沖ノ島淳二
- 山田太郎ものがたり 最終話（2007年9月14日、TBS） - ビラ配りの兄さん（特別出演 嵐代表）
- 魔王（2008年7月4日 - 9月12日、TBS） - 主演・成瀬領 [29]
- 歌のおにいさん（2009年1月16日 - 3月13日、テレビ朝日） - 主演・矢野健太[30]
- 0号室の客「憧れの男」（2009年10月23日 - 11月13日、フジテレビ） - 主演・松田弘行[32]
- 新春スペシャルドラマ「最後の約束」（2010年1月9日、フジテレビ） - 主演・益子悟[116]
- 特上カバチ!! 最終話（2010年3月21日、TBS） - 本多修平[117]
- 怪物くん（2010年4月17日 - 6月12日、日本テレビ） - 主演・怪物くん[33]
  - もう帰って来たよ!!怪物くん全て新作SP（2010年6月26日、日本テレビ）[118]
  - 怪物くん完全新作スペシャル!!（2011年10月15日、日本テレビ）[119]
- 世にも奇妙な物語 20周年スペシャル・秋 〜人気作家競演編〜「はじめの一歩」（2010年10月4日、フジテレビ） - 主演・篠崎肇[120]
- もう誘拐なんてしない（2012年1月3日、フジテレビ） - 主演・樽井翔太郎[121]
- 鍵のかかった部屋（2012年4月16日 - 6月25日、フジテレビ） - 主演・榎本径[39]
  - 鍵のかかった部屋SP（2014年1月3日[122]、フジテレビ）[123]
- パパドル! 第1話（2012年4月19日、TBS） - 大野智（ゲスト出演)[124]
- 24時間テレビドラマスペシャル「今日の日はさようなら」（2013年8月24日、日本テレビ） - 主演・富士岡耕太[42]
- 死神くん（2014年4月18日 - 6月20日、テレビ朝日） - 主演・死神くん[44]
- 世界一難しい恋（2016年4月13日 - 6月15日、日本テレビ） -主演・ 鮫島零治*[125]

### テレビアニメ
- こちら葛飾区亀有公園前派出所 TVSP11弾（2002年1月6日、フジテレビ） - 大野智[注 4]

### テレビ番組
- アイドルオンステージ（1994年12月4日 - 1997年3月30日、NHK-BS2）
- ジュニアゴールド（1996年7月28日・8月25日、TBS）[126]
- 愛LOVEジュニア（1996年4月8日 - 1998年9月28日、テレビ東京）
- ミュージック・ジャンプ（1997年4月6日 - 2000年3月、NHK-BS2）
- SHOW-NEN J（1998年4月 - 1998年10月1日、テレビ朝日）
- THE夜もヒッパレ（1999年8月 - 9月、日本テレビ） - Musical Academyとして出演。

### ドキュメンタリー
- 若冲ミラクルワールド（2011年4月16日・18日・25 - 28日、NHK BSプレミアム） - ナビゲーター[87]
- すべては夢を届けるために〜ウォルト・ディズニー 創造の軌跡〜（2012年8月22日、NHK総合） - ナビゲーター[127]
- ZERO Cultureスピンオフ アイドルの今、コレカラ（2015年7月30日、日本テレビ）[128]

### 舞台
- ジャニーズ・ファンタジー「KYO TO KYO」
  - ジャニーズ・ファンタジー「KYO TO KYO」（1997年8月7日 - 12月10日、京都シアター1200） - 牛若丸 他[129]
  - ジャニーズ・ファンタジー KYO TO KYO オールジャニーズJr.公演（1997年8月29日、9月7日、10月26日）
  - ジャニーズ・ファンタジー「KYO TO KYO 春公演」（1998年4月18日 - 7月12日、京都シアター1200）[130]
  - ジャニーズ・ファンタジー「KYO TO KYO サマーフェスティバル」（1998年7月18日 - 8月31日、京都シアター1200）[130]
  - ジャニーズ・ファンタジー「KYO TO KYO 秋公演」（1998年9月6日 - 11月29日、京都シアター1200）[130]
- SHOW劇'97 MASK（1997年12月6日 - 27日、大阪松竹座）
- SHOW劇'99 MASK（1999年1月 - 2月、日生劇場）
- PLAYZONE'99 Goodbye&Hello（1999年7月11日 - 8月4日:青山劇場、8月12日 - 8月15日:大阪フェスティバルホール）[131]
- PLAYZONE'01 EMOTION～新世紀～（2001年7月14日 - 8月8日:青山劇場、8月13日 - 8月17日:大阪フェスティバルホール） - KARE[132]
井ノ原快彦（20th Century）・松岡昌宏（TOKIO）とのトリプルキャスト
- 青木さん家の奥さん（2002年2月4日 - 2月11日:大阪厚生年金会館、2月14日 - 2月24日:東京・天王洲アートスフィア） - 主演・サトシ[133]
- センゴクプー～戦国・風～（2003年4月11日 - 5月11日） - 主演・風助
- TRUE WEST（2004年5月2日 - 5月23日:東京グローブ座、5月28日 - 5月30日:NHK大阪ホール） - 主演・オースティン[134]
松岡昌宏（TOKIO）とのW主演
- WEST SIDE STORY（2004年12月4日 - 12月30日:青山劇場、2005年1月4日 - 1月9日:大阪厚生年金会館） - リフ[134]
- バクマツバンプー～幕末蛮風～（2005年10月3日 - 10月23日:東京グローブ座、10月29日 - 11月1日:大阪厚生年金会館芸術ホール） - 主演・沖田総司[135]
- テンセイクンプー～転世薫風～（2006年12月2日 - 12月20日:青山劇場、12月24日 - 12月28日:大阪厚生年金会館芸術ホール） - 主演・風峰薫[136]
- プーシリーズ Episode1 アマツカゼ 〜天つ風〜（2008年3月21日 - 4月7日:青山劇場、4月24日 - 4月28日:NHK大阪ホール） - 主演・凪[137]

### ラジオ
- ジャニーズJr.アフタースクール女子高生サイコー裁判SHOW!（1996年9月16日 - 1997年4月4日、ニッポン放送）
- ジャニーズJr.アフタースクール恋の青春花吹雪（1997年10月6日 - 1998年3月27日、ニッポン放送）
- ジャニーズJr.DOKI DOKIアフタースクール（1998年4月 - 1999年10月4日、ニッポン放送）
- ARASHI DISCOVERY（2002年10月1日 - 2017年3月31日、FMヨコハマ） ： 『MORNING STEPS』内のコーナー

### CM
- 日本ケンタッキー・フライド・チキン（2010年 - 2011年）
  - レッドホットチキン（2010年 - 2011年）
  - ハバネロボンレス（2010年）
  - ハラペーニョボンレス（2011年）
- クラシエホームプロダクツ ナイーブ（2011年 - 2014年）[138]
- 森永製菓 （2011年10月 - 2016年9月）
  - 森永小さなチョコビスケット（2011年10月 - 2014年3月）[139]
  - ベイククリーミー＜とろけるチーズブリュレ＞（2012年10月 - 2014年3月）[140]
  - 焼きチョコBAKEシリーズ（2014年4月 - 2016年5月）[141]
  - 森永ミルクココア（2014年10月 - 2016年9月）[142]
- ローソン（2012年11月 - 2015年5月）
  - おにぎり屋（2012年11月 - 2015年5月）[143]
  - 手打ち式パスタ（2014年10月 - 2015年5月）
  - 黄金チキン旨塩（2014年10月 - 2015年5月）
- 久光製薬 アレグラFX（2013年1月 - 2020年11月）[144]
- キリンビバレッジ（2013年12月 - 2016年11月）
  - メッツコーラ（2013年12月 - 2016年2月） - 相葉雅紀と共演[145]
  - メッツ（2016年3月 - 2016年11月） - 相葉雅紀、松本潤と共演[146]
- J-オイルミルズ（2017年2月 - 2020年12月）
  - AJINOMOTO オリーブオイルエクストラバージン[147]
- 日本マクドナルド（2019年9月 - 2019年12月）[148]

### 映像作品
- テンセイクンプー〜転世薫風〜（2008年3月26日）

### コンサート・イベント
- TOKIOと楽しい時代を（1994年11月2日）
- 夏だ!祭りだ!こどもカーニバルジャニーズJr.ミニライブ[149]（1995年7月27日）
- LAWSON PRESENT ジャニーズJr.1stコンサート（1998年2月1日・11日・15日、名古屋センチュリーホール、横浜アリーナ、大阪城ホール）
- Johnny's Jr. Summer Concert'98（1998年7月29日 - 8月24日）
- ジャニーズJr.の一日消防隊長（1998年11月9日）
- Johnny's Jr. Winter Concert（1998年12月27日 - 1999年1月6日）
- Johnnys' Senior Junior Fresh Spring Concert'99（1999年5月2日 - 6月20日）

### 映像作品
- SMAP 007 MOVIES〜Summer Minna Atsumare Party
  - バックダンサーとして出演。
- ジャニーズJr.ワールド（1997年7月2日） - ローソン限定販売
- ジャニーズファンタジー「KYO TO KYO'97」夏公演（1998年1月1日） - 牛若丸 役
  - 「OUR soNG」・千年メドレー 他
- 素顔（1998年7月29日）
- 素顔2（1999年9月22日）
  - 「朝日を見にいこうよ」 他
- 10th Anniversary CONCERT TOUR 2005 "musicmind"
  - 初回盤A特典映像『MC-collection「limited edition-A」』

## 書籍

### 作品集
- アート写真集『FREESTYLE』（2008年2月8日） ISBN 978-4-04-894208-9
- アート写真集『FREESTYLE II』（2015年7月24日） ISBN 978-4-04-895501-0
- アート写真集『FREESTYLE 2020 SATOSHI OHNO EXHIBITION 大野智 作品集』（2020年9月9日） ISBN 978-4-04-895507-2

### 雑誌連載
- 角川マガジンズ『週刊ザテレビジョン』「ROOM3104」
- マガジンハウス『anan』「THE KEY OF SATOSHI OHNO 大野智の『カギ』」（2012年4月11日No.1803 - ）[150]